# ザリざんす
ザリざんすは、2003年にニューギンが開発、発売したザリガニをモチーフとした羽根モノ（第2種）パチンコ機。

## 概要
- 『ワニざんす』の後継機。当機では役モノ内の女の子「ナンシー」など、登場人物の設定が存在する。
- ラウンド振り分けタイプ（自力継続も可能）、Vゾーンへの入賞パターンの多彩さなど、『ワニざんす』のゲーム性を継承している。

## スペック
- 『ザリざんす』（2003年）
  - 賞球数 5&10 大当たり 図柄「1」（1R）、「7」7R、または「V」15R10C（振り分け確率は各1/3）

## 登場人物
- ナンシー 主人公の女の子。『ミルキーバー』の「すもも」と同じく、髪型がツインテールになっている。
- ザリッキー ザリガニ。口から玉を出し、Vゾーンを目指す。